# Nicolaes van Verendael

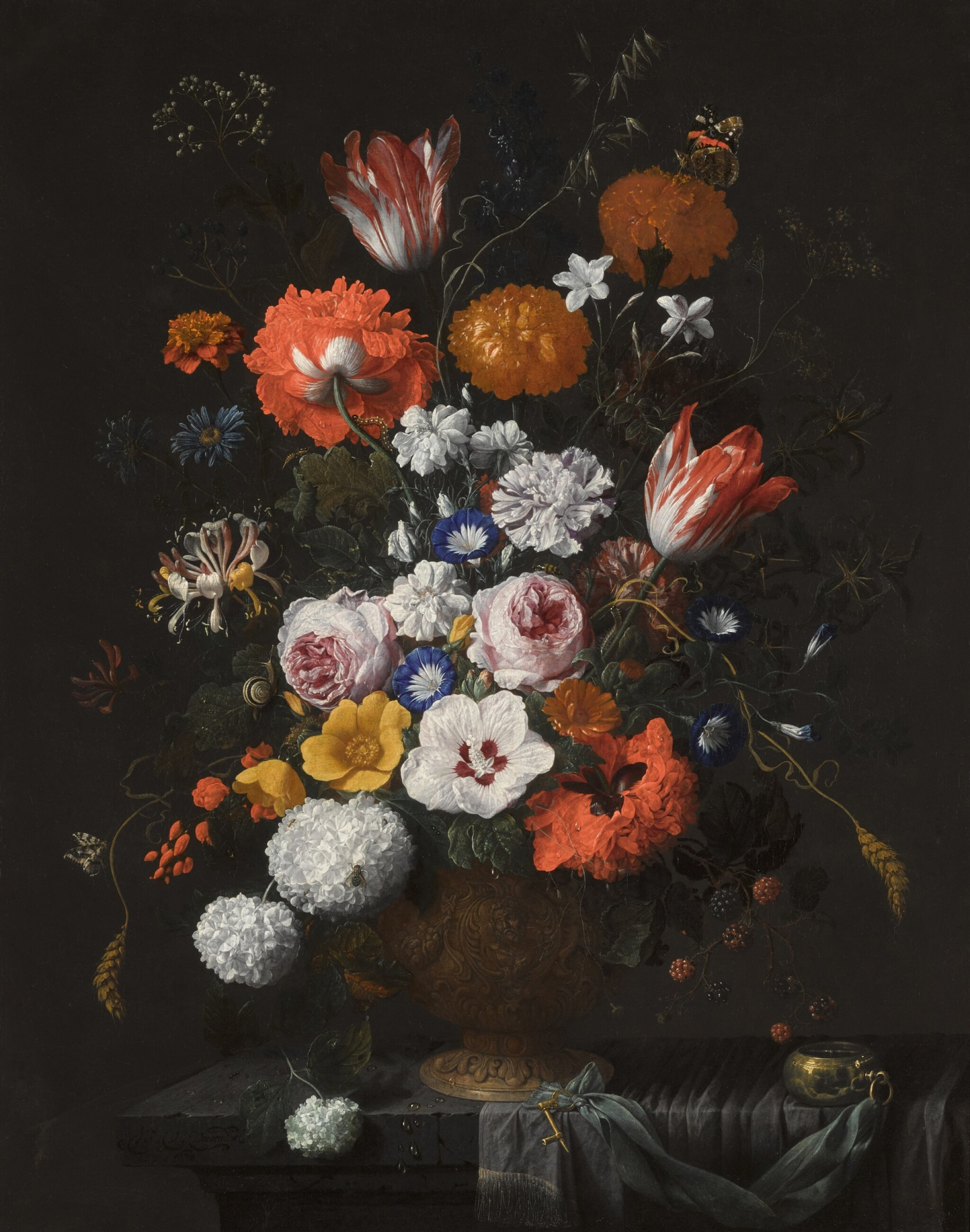
Blumenbouquet in einer Terracottavase und eine Uhr, sign. & dat. 1674, 77,2 × 61,5 cm, in Auktion bei Sotheby’s, 5. Juli 2025, lot 27

Nicolaes van Verendael (auch Nicolaas und/oder van Veerendael; getauft 19. Februar 1640 in Antwerpen; † zwischen dem 7. und dem 11. August 1691 ebenda) war ein flämischer Maler, der besonders für seine exquisiten Blumenstillleben berühmt ist.

## Leben
Er war ein Sohn des Malers Willem van Verendael und dessen Frau Antonia Thomas. Das Malerhandwerk erlernte er bei seinem Vater, daneben steht Verendael stilistisch in der Nachfolge von Daniel Seghers, verarbeitete später aber auch Anregungen von Jan Davidsz. de Heem.
1656–57 wurde er als Meistersohn („wijnmeester“) in der Antwerpener Lukasgilde aufgenommen.
Am 20. März 1669 heiratete er in der Antwerpener Kathedrale Notre Dame Katharina van Beveren, eine Tochter des Bildhauers und Münzprägers Matthijs van Beveren. Aus dieser Ehe gingen zehn Kinder hervor, von denen die meisten vorzeitig starben. Sein letztes Kind wurde erst nach seinem Tode geboren. Mit seinem Schwiegervater geriet Verendael 1673 in Streit wegen des mütterlichen Erbes seiner Frau.
Verendael war einer der besten Blumenmaler seiner Zeit und hatte auch Erfolg – Marie Louise Hairs bezeichnete ihn als „le meilleur spécialiste flamand de la second moitié du XVIIe siécle“. Dennoch soll er in ärmlichen Verhältnissen gelebt haben. Signierte Werke von ihm sind aus dem Zeitraum von 1659 bis 1690 bekannt. Es sind auch einige Singerien (Gemäldegalerie, Dresden und Musées Royales des Beaux Arts, Brüssel; beide signiert) und ein Waldstillleben (Schottenstift, Wien) bekannt.
Wie unter flämischen Malern üblich, arbeitete Verendael auch mit anderen Kollegen zusammen. So malte er gemeinsam mit Jan Davidsz. de Heem ein berühmtes Vanitas-Stillleben in der Alten Pinakothek München, wobei Verendaels Anteil aus der prächtigen Blumenvase besteht, während De Heem die Vanitaselemente beisteuerte; das Bild ist von beiden Malern signiert. Fast ebenso bekannt ist das dreifach signierte Küchenstück mit Wild und Blumen in der Dresdener Galerie, welches er gemeinsam mit David Teniers d. J. und Carstian Luyckx schuf; auch dabei war Verendael für die Blumen verantwortlich.
Für das Jahr 1683 ist bezeugt, dass Verendael einige Blumenstücke anderer Maler auf Wunsch eines Kunden überarbeitete und dann seine eigene Signatur daruntersetzte. Er tat dies widerstrebend und nur unter der Bedingung, dass die Bilder nicht als Originale von ihm verkauft werden durften.
Der genaue Zeitpunkt seines Todes ist nicht bekannt, aber nachdem er am 7. August 1691 noch ein Testament gemacht hatte, wurde Nicolaes van Verendael bereits vier Tage später, am 11. August 1691, in der Sankt Michaelskirche von Antwerpen bestattet.
Zu Verendaels Schülern gehörten Jan Baptist Morel, der Kunsthändler Jeronymus Scharenberg und ein Priester namens Cano, von dem er 1683 auch einige Bilder verbesserte (siehe oben).

## Galerie

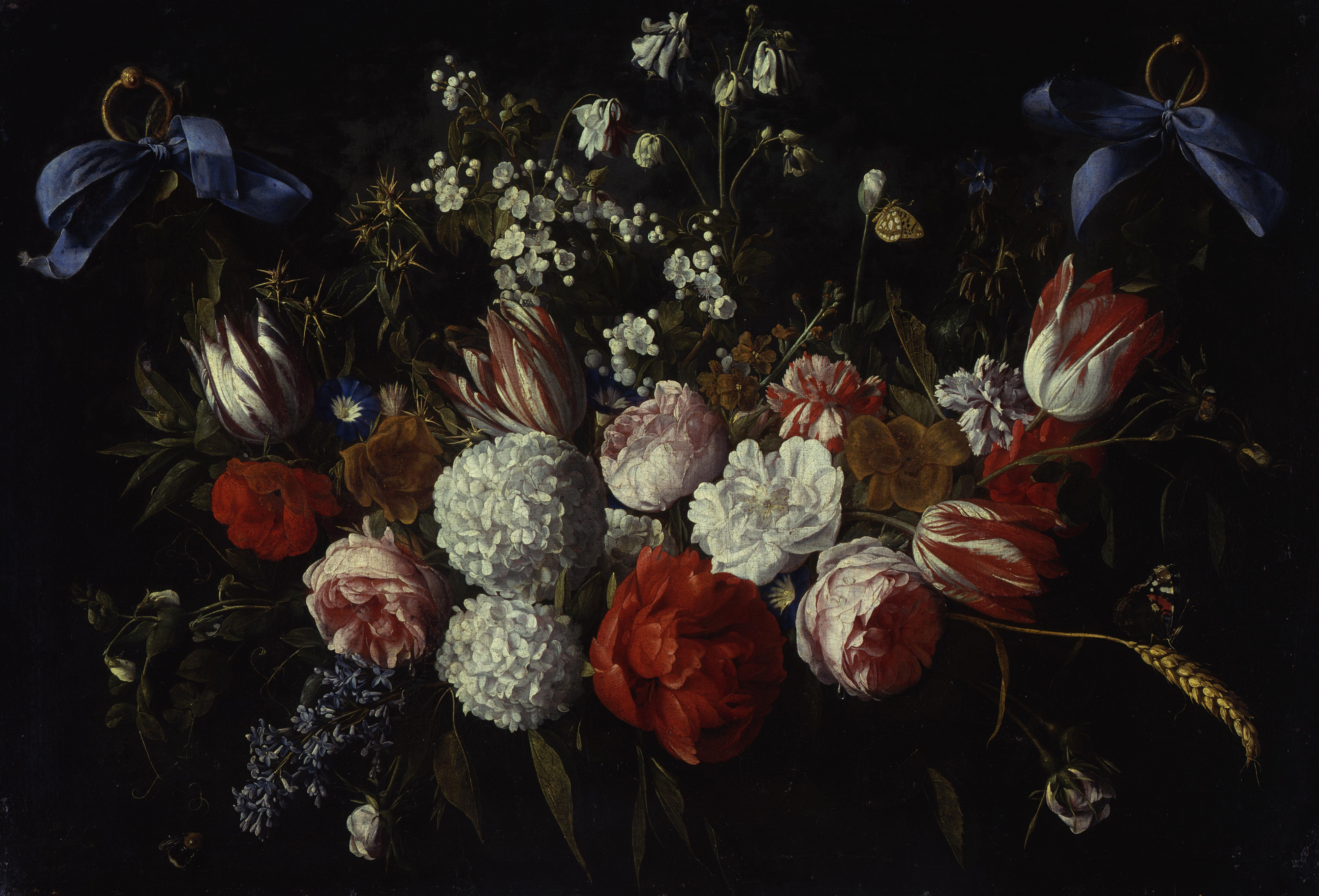
Blumengewinde an blauen Schleifen, sign. & dat. 1659, Öl auf Leinwand, 57 × 88 cm, Gemäldegalerie, Berlin
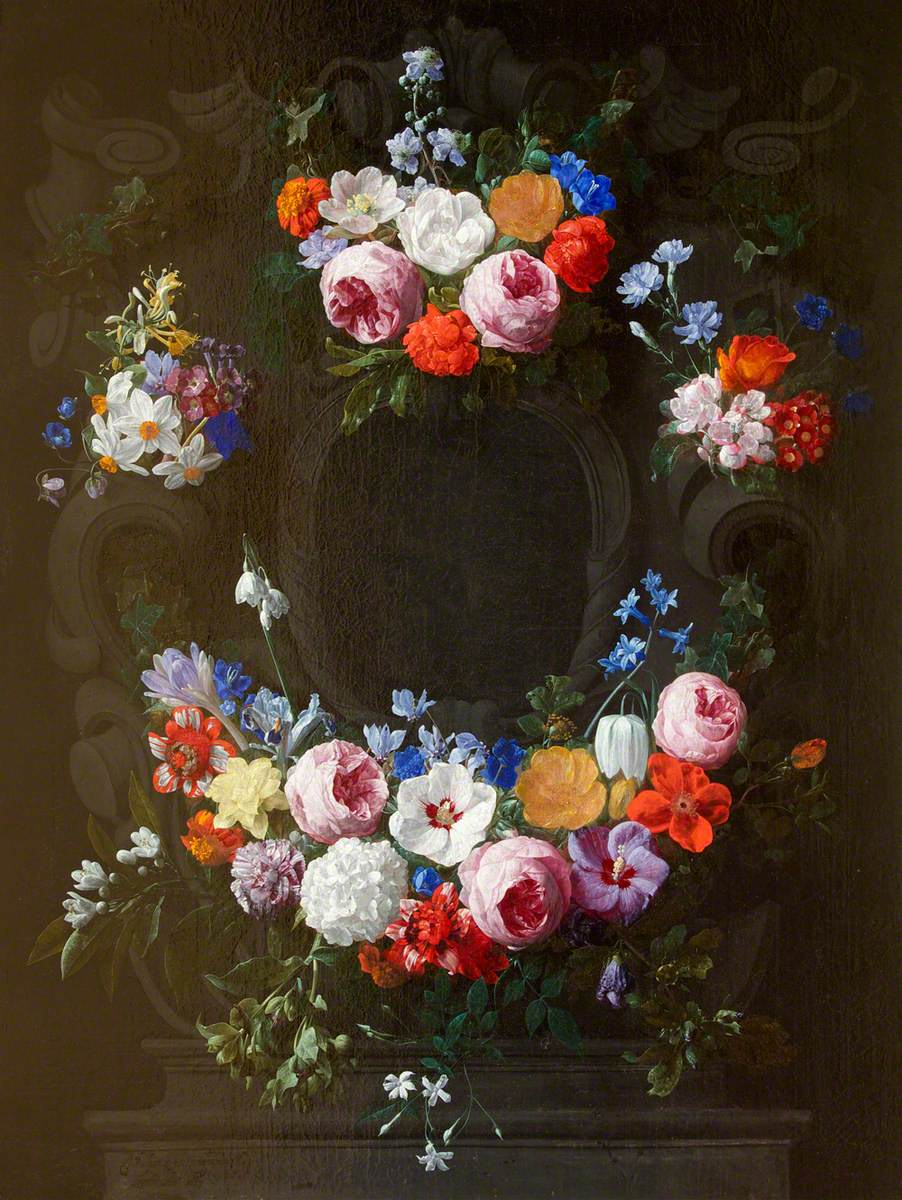
Blumen um eine leere Kartusche, sign. & dat. 1663, Öl auf Leinwand, 85,1 × 63,5 cm, National Trust / Dyrham Park, Gloucestershire
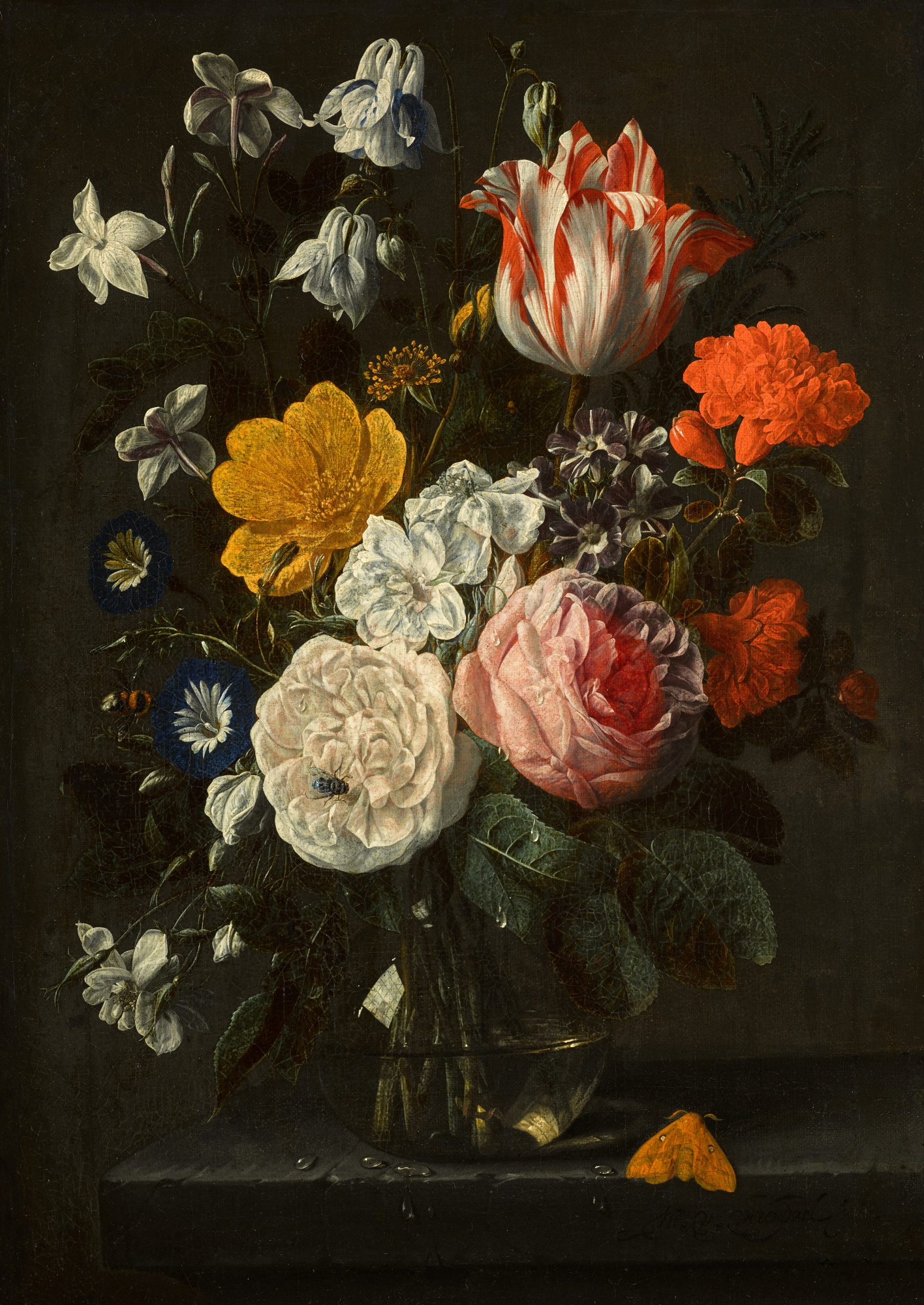
Blumen in einer Glasvase und ein Schmetterling, ca. 1671, signiert, 39 × 27,8 cm, in Auktion bei Sotheby’s, 7. Dezember 2024, lot 29
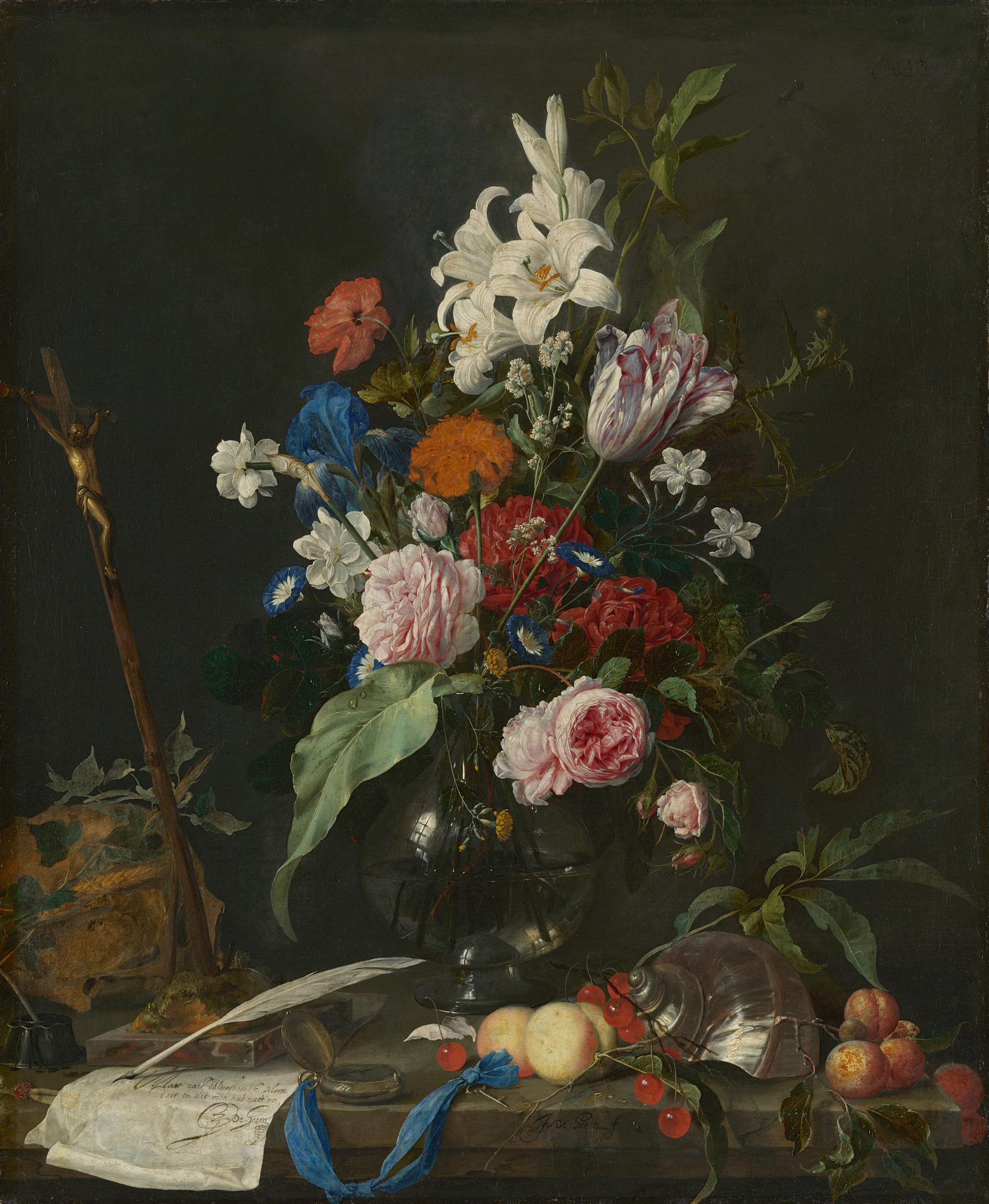
N. v. Verendael & Jan Davidsz. de Heem: Stillleben mit Blumenstrauss, Kruzifix und Totenkopf, um 1670, signiert, 103 × 85 cm, Alte Pinakothek, München
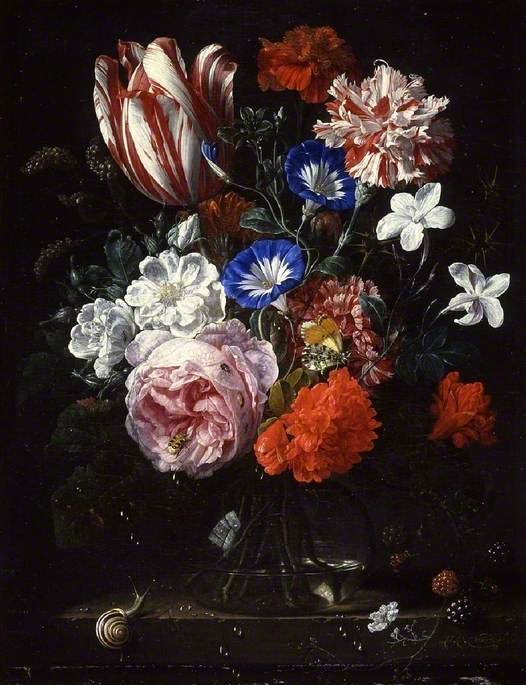
Blumen in einer Glasvase, Brombeeren und eine Schnecke, sign. & dat. 1673, Öl auf Leinwand, 34,2 × 26,6 cm, Fitzwilliam-Museum, Cambridge
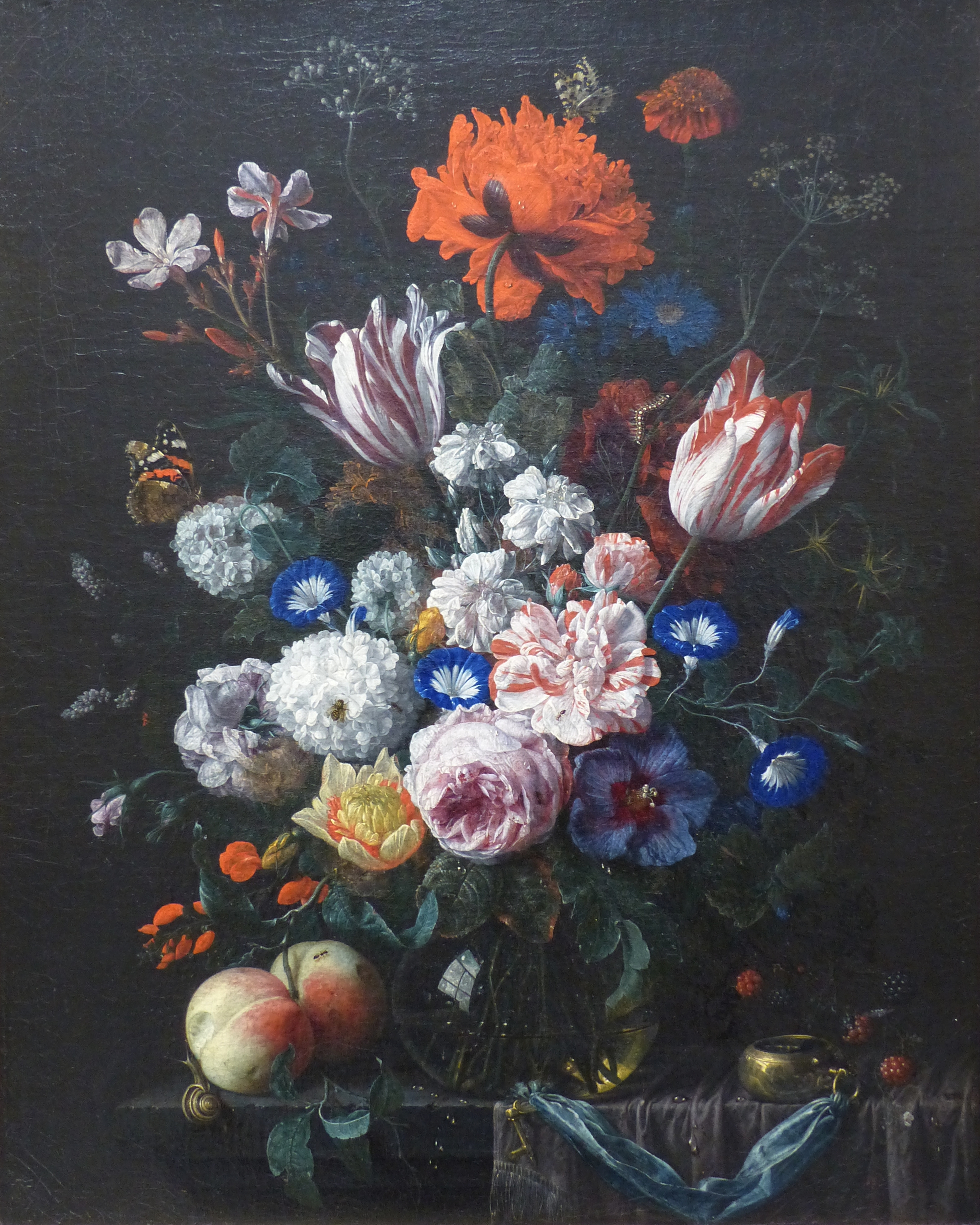
Blumenstillleben mit Früchten und Uhr, 1674, Öl auf Leinwand, Musée Fabre, Montpellier
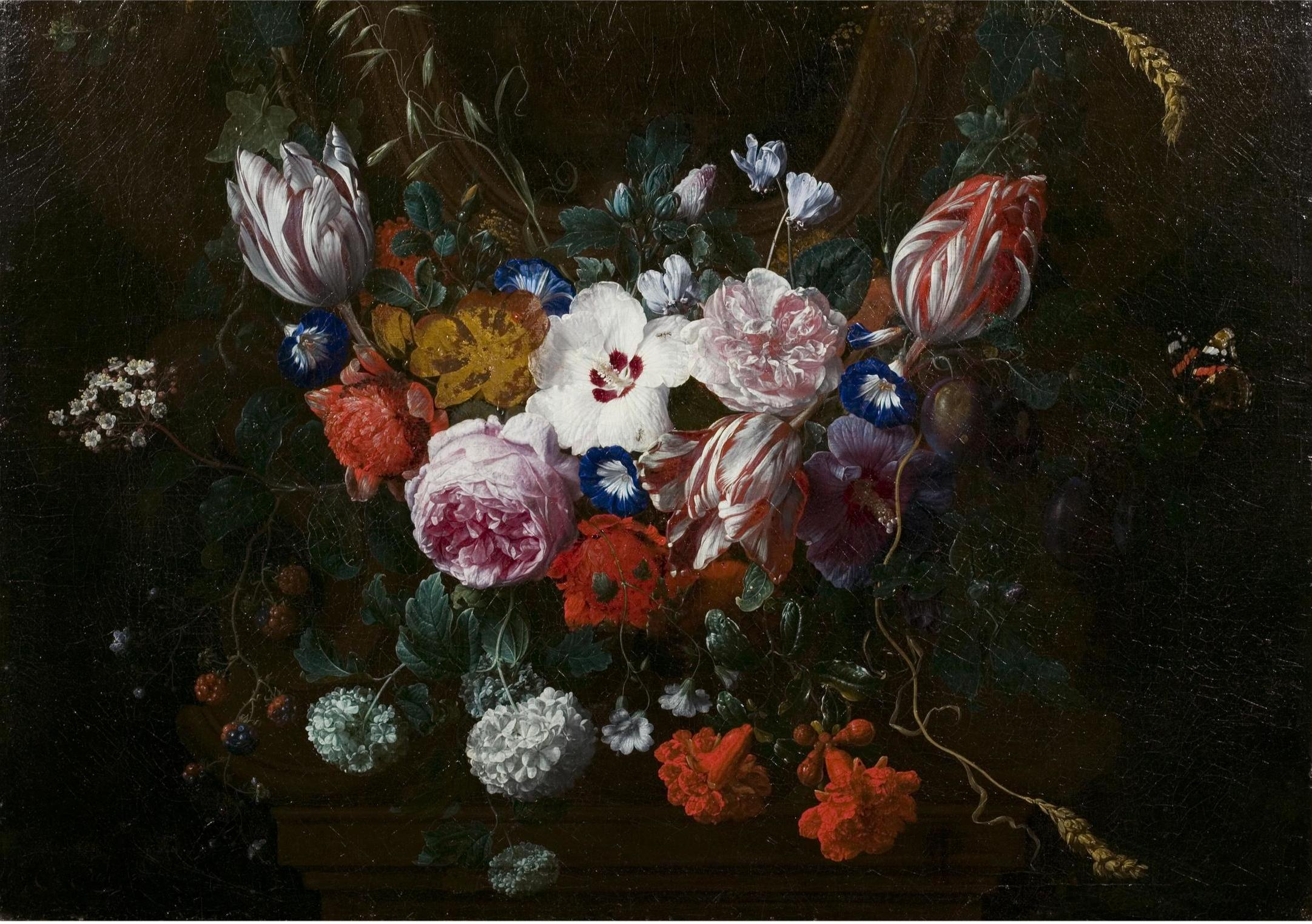
Blumenfeston (Fragment/unterer Teil eines Girlandenbildes), sign. & dat. 1676 (?), Öl auf Leinwand, 44,4 × 63,5 cm, Victoria and Albert Museum, London